# Karl Anton
Karl Anton (* 25. Oktober 1898 in Prag, Österreich-Ungarn; † 12. April 1979 in Berlin) war ein österreichischer Filmregisseur, Drehbuchautor und Filmproduzent.

## Leben
Der Sohn des Medizinprofessors Wilhelm Anton und seiner Ehefrau Gisela besuchte eine Klosterschule bis zur Matura. Danach erhielt er Theaterengagements als Schauspieler in Wien, Linz und Prag. Während des Ersten Weltkriegs war er Mitarbeiter bei Dokumentaraufnahmen. 1920 wurde er Kameraassistent und konnte bereits im Jahr darauf seinen ersten tschechischen Film als Regisseur inszenieren.
1923 gründete er die Anton-Film, die später in Sonor-Film umbenannt wurde. Nach Beginn der Tonfilmzeit ließ Karl Anton sich 1931 in Paris nieder, stellte mehrere französische Versionen von Filmen der Paramount-Filmgesellschaft her und inszenierte Filmkomödien. In Paris war Herbert E. Meyer (* 1907 in Bern) sein Mitregisseur. 1935 ging er nach Berlin und arbeitete nun für die Tobis-Filmgesellschaft. 

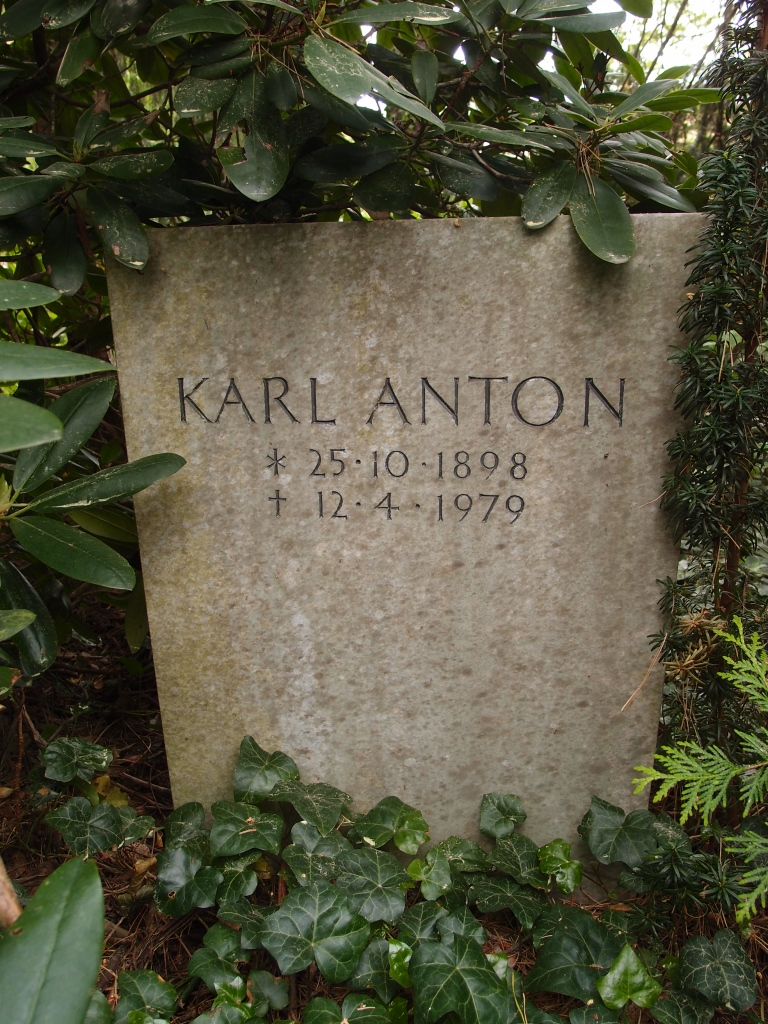
Grab von Karl Anton auf dem Waldfriedhof Dahlem in Berlin

Den Höhepunkt seiner Karriere erreichte Anton während des Zweiten Weltkriegs, als er aufwendige Revuefilme wie Wir tanzen um die Welt (1939) und Stern von Rio (1940) sowie Kriminalkomödien wie Peter Voß, der Millionendieb (1943/44, herausgebracht 1946) schuf. Bei dem Propagandafilm Ohm Krüger (1941) zeichnete er für die Massenszenen verantwortlich und lieferte mit der Idee für Menschen im Sturm (1941) eine Rechtfertigung des deutschen Überfalls auf Jugoslawien. 
Nach Kriegsende wirkte Anton zunächst in der Schweiz und fand dann Anschluss an das bundesrepublikanische Filmgeschehen der 1950er Jahre. Mit dem Edgar-Wallace-Film Der Rächer (1960) beendete er seine Regietätigkeit. Seine in Berlin gegründete Karl Anton Film GmbH produzierte weiterhin Kultur-, Industrie- und Werbefilme.
Er war in zweiter Ehe seit 1940 mit Ruth Buchardt-Hansen verheiratet und Vater von zwei Töchtern. 
Karl Anton starb 1979 im Alter von 80 Jahren in Berlin und wurde auf dem Waldfriedhof Dahlem beigesetzt.

## Filmografie
- 1921: Zigeunersoße (Cikáni)
- 1922: Die Toten leben (Mrtví žijí)
- 1923: Die Entführung des Bankiers Fux (Unos bankéře Fux, auch Co-Drehbuch)
- 1925: In den Herrenstand / Mutter Kracmerka (Do panského stavu)
- 1926: Maimärchen (Pohádka máje)
- 1930: Erlebnis einer Nacht / Die Galgentoni (Tonka Sibenice)
- 1931: Der Fall des Generalstabs-Oberst Redl
- 1931: Die nackte Wahrheit
- 1931: Cordon-Bleu
- 1932: Simone kann nicht anders (Simone est comme ça)
- 1933: Matricule 33
- 1934: La cinquième empreinte
- 1935: Monsieur Sans-Gêne
- 1936: Martha
- 1936: Weiße Sklaven (auch Co-Drehbuch)
- 1937: Mit versiegelter Order
- 1939: Wir tanzen um die Welt
- 1940: Stern von Rio
- 1941: Ohm Krüger (Co-Regie)
- 1941: Immer nur Du (auch Co-Drehbuch)
- 1941: Menschen im Sturm (Idee)
- 1942: Die Sache mit Styx
- 1943: Die große Nummer (auch Co-Drehbuch und Produktion)
- 1943: Die Wirtin zum Weißen Rößl
- 1943: Kollege kommt gleich
- 1943: Die Hochstaplerin
- 1943/46: Peter Voss, der Millionendieb
- 1944: Der große Preis
- 1944/49: Der große Fall
- 1944/49: Ruf an das Gewissen
- 1944/50: Verlobte Leute
- 1949: Barry
- 1952: Der Weibertausch
- 1953: Von Liebe reden wir später
- 1953: Die Rose von Stambul
- 1953: Der Vetter aus Dingsda (auch Co-Drehbuch)
- 1954: Clivia (auch Co-Drehbuch)
- 1956: Bonjour, Kathrin
- 1956: Die Christel von der Post
- 1957: Viktor und Viktoria
- 1957: Der kühne Schwimmer
- 1960: Der Rächer
- 1963: Maskenball bei Scotland Yard (Co-Drehbuch)